# باشگاه فوتبال دارلینگتون ۱۸۸۳
باشگاه فوتبال دارلینگتون ۱۸۸۳ (به انگلیسی: Darlington 1883) یک باشگاه فوتبال در شهر بیشاپ اوکلند، کشور انگلستان است که در سال ۲۰۱۲ میلادی تأسیس شده‌است.